# Сулакадзев, Александр Иванович
Алекса́ндр Ива́нович Сулака́дзев (23 октября (3 ноября) 1771, село Пехлец, Рязанская губерния — 1 (13) марта 1829, Санкт-Петербург) — русский библиофил, титулярный советник, коллекционер рукописей и исторических документов, археограф-любитель, известный многочисленными фальсификациями.

## Биография
Дед А. И. Сулакадзева по отцу, Григорий Максимович Сулакадзе, был имеретинским дворянином (внук именовал его «князем», что опровергается документами), приехавшим в Москву, вероятно, с царём Грузии Вахтангом VI в 1724 году, а затем служившим при дворе имеретинской царевны Дарьи Арчиловны во Всехсвятском под Москвой. Отец Александра Ивановича, Иван Григорьевич (1741—1821), воспитывался в гимназии при Московском университете, занимал ряд канцелярских должностей, а с 1782 года (до увольнения в 1808 году в чине титулярного советника) служил рязанским губернским архитектором. В 1771 году И. Г. Сулакадзев женился на дочери служащего рязанской канцелярии, одно время исполнявшего должность рязанского полицмейстера С. М. Боголепова — Екатерине Степановне Боголеповой. Из детей Ивана Сулакадзева от обоих браков выжил только сын Александр.
А. И. Сулакадзев служил в лейб-гвардии Преображенском полку (1788—1797), вышел в отставку в чине армейского прапорщика. Перешёл на гражданскую службу: в 1799—1802 годах — в Провиантском штате, в 1803 году (недолго) — в Комиссии по построению Казанского собора, до 1819 года официально не служил, но неформально, вероятно, исполнял секретарские обязанности у министра внутренних дел князя А. Б. Куракина. С 1819 года до конца жизни — канцелярский служащий в Комиссии погашения долгов. Умер в чине титулярного советника.
Сулакадзев был женат на прусской подданной Софии Вильгельмовне Шрёдер (свидетелем при переходе жены Сулакадзева в православие был Г. Р. Державин), которая после его смерти вступила во второй непродолжительный брак с Альбертом фон Гочем.
Согласно филологу Ю. М. Лотману, в обширном круге любителей древности своего периода Сулакадзев принадлежал к числу наиболее осведомлённых. Он был начитан в сфере древних текстов, обладал навыками обращения с ними и с активно, но некритично следил за выходящей научной литературой. Филолог М. Н. Сперанский, который специально изучал круг научных интересов Сулакадзева писал, что приписки последнего, деланные на полях различных рукописей, «содержат большею частью библиографические справки начитанного Сулакадзева, его „учёные заметки“, иногда дополнения к старинному тексту». Сперанский считал, что интересы Сулакадзева «вращались преимущественно около отдалённой старины, не исключительно русской; чем эта старина была глубже, тем более она привлекала его. Начитанность же Сулакадзева в этой области, судя по библиографическим его ссылкам, несомненно была значительна, хотя, кажется, очень не систематична. Он усердно следил и читал всё, что в области истории и археологии ему попадалось». Сулакадзев владел древними и новыми европейскими языками, его кругозор выходил за пределы русской научной литературы. Он был близок к литературным кругам своего периода, в особенности к группе Г. Р. Державина, интересовавшейся в тот период интересом стариной и народностью, откуда на Сулакадзева оказала влияние общеевропейская предромантическая культура.

## Библиотека
Сулакадзев имел большую библиотеку, в которой хранилось около 290 рукописей и около 600 других книг. Часть этой коллекции перешла к нему после смерти его друга Ф. В. Каржавина в 1812 году.
Сулакадзев был известным коллекционером. Его музей осматривали А. Н. Оленин, Г. Р. Державин и др. Он был известен императорам Павлу I и Александру I. Оленин рассказывал о посещении музея Сулакадзева следующее: «…когда я сказал ему, что на все его вещи нужны исторические доказательства, он с негодованием возразил мне: „Помилуйте, я честный человек и не стану вас обманывать“. В числе этих древностей я заметил две алебастровые статуйки Вольтера и Руссо…, и в шутку спросил: «А что это у вас за антики?» — «Это не антики, — отвечал он, — но точные оригинальные изображения двух величайших поэтов наших, Ломоносова и Державина».
В конце 1840-х годов вдова Сулакадзева продала его библиотеку и коллекцию «диковин» чиновнику Виктору-Желиславу Корсаку (1820—1870), после смерти которого большая часть библиотеки Сулакадзева была распродана в Петербурге и пополнила собрания разных библиофилов. Значительная часть его книг и рукописей сохранилась и находится в государственных собраниях России. Некоторые вещи из собрания Сулакадзева с семьёй Корсаковых попали на Волынь, среди них: «Молитвенник князя Владимира» — вывезен Иоанном (Теодоровичем) и ныне находится в Нью-Йоркской публичной библиотеке, гравюра Кариона Истомина на шелку — ныне в Музее Академии художеств в Петербурге.

## Литературная деятельность
Сулакадзев писал пьесы, сохранившиеся в рукописи (не опубликованы и не ставились), вёл дневник, содержащий сведения о текущих литературных новинках, о восстании декабристов и следствии над ними. «Летопись» Сулакадзева содержит также данные о нём самом и его предках, как правило, достоверные и подтверждаемые документами.

## Фальсификаты Сулакадзева
Сулакадзеву принадлежат многочисленные исторические подделки и фантазии на исторические темы. Большинство своих фальсификаций Сулакадзев не пытался как-либо распространять или извлекать из них выгоду, они носили, по-видимому, характер романтической «игры для себя».
При его жизни получил известность только «Гимн Бояна», опубликованный при активном участии заинтересовавшегося им поэта Гавриила Державина. Об этом тексте стало известно, когда Сулакадзев объявил о наличии в его коллекции ряда текстов, написанных «новгородскими рунами», в числе которых был «Гимн Бояна», якобы написанный Бояном, персонажем «Слова о полку Игореве». Этот гимн привлёк внимание видных историков и литераторов того времени, в частности, Н. М. Карамзина. Сулакадзев оказал большое влияние на поэта Державина, приводившего примеры из «новгородских жрецов» в «Рассуждении о лирической поэзии». На пике интереса к этим сочинениям Сулакадзев снабдил своих знакомых собственноручными списками данных произведений. Один из этих списков был найден литературоведом Ю. М. Лотманом в архиве Державина. Лишь благодаря этой находке текст «Гимна Бояну», или «Боянова гимна», известен в настоящее время.
Сулакадзев не опубликовал свои «рунические» тексты и не предъявил их специалистам для оценки подлинности, поэтому интерес к ним со стороны учёных быстро угас, а за самим коллекционером закрепилась репутация фальсификатора.
Сулакадзев создавал подложные приписки к подлинным рукописям, удревняющие их. Самая известная — считавшийся после его смерти утерянным и вновь обнаруженный в 1920 году на Украине «Молитвенник князя Владимира», в действительности являющийся новгородской рукописью XIV века. Ряд этих фальсификаций Сулакадзева выдержан на относительно высоком уровне. Менее удачную судьбу имели созданные Сулакадзевым стилизованные псевдоязыческие тексты: «Боянов гимн», «Вещания славянских жрецов», «Оповедь». Эти тексты Сулакадзев написал на языке с псевдославянскими формами, и в середине XIX века, вскоре после появления славянского сравнительно-исторического языкознания, они были разоблачены.
Рукопись Сулакадзева «О воздушном летании в России с 906 лета по Р. X.», впервые опубликованная в 1901 году, содержит упоминание о вымышленном полёте подьячего нерехтца Крякутного на воздушном шаре («фурвине»). Сулакадзев ссылался на записки своего деда по матери С. М. Боголепова. Этот полёт стал сюжетом советской пропаганды и опорой для идеи о «русском первенстве в воздухоплавании», публиковавшихся в СССР в период «борьбы с космополитизмом». Однако фотоанализ (результаты опубликованы в статье В. Ф. Покровской в 1958 году) показал, что первоначально в рукописи вместо «нерехтец» читалось «немец», вместо «Крякутной» — «крщеной» (то есть «крещёный» немец — немец, перешедший в православие), вместо «фурвин» — фамилия крещеного немца — «Фурцель». Исправления были сделаны, по-видимому, не самим Сулакадзевым, а другим фальсификатором. Существование «немца Фурцеля» также не имеет никаких документальных подтверждений, поскольку никаких данных об этом полёте в документах рязанской воеводской канцелярии за 1731 год не обнаружено. В. Ф. Покровская пришла к выводу, что «Сулакадзев (скорее всего со спекулятивными целями) фальсифицировал свою рукопись, сделав из неё очередную научную сенсацию. Считать её поэтому сколько-нибудь достоверным источником, конечно, будет невозможно до тех пор, пока не обнаружатся подлинные „Записки Боголепова“. Розыски, которые в этом направлении ведутся довольно давно, положительных результатов ещё не дали». Ряд исследователей считают, что исправление «Фурцель» на «Крякутной» было сделано с целью маскировки явной фальшивки: фамилия немца, который «надул дымом поганым и вонючим» сделанный им шар, образована от немецкого грубого furzen — «испускать газы, пердеть».
До раскрытия фальсификации история о первом воздухоплавателе Крякутном считалась подлинной и пользовалась вниманием в Советском Союзе. Так, статья о Крякутном была внесена во второе издание Большой советской энциклопедии (т. 23, с. 567); о полёте было написано в школьных учебниках; в 1956 году, к 225-летию полёта, была выпущена памятная марка, и в Нерехте был воздвигнут памятник Крякутному (стела с надписью — «Город Нерехта — родина первого русского воздухоплавателя Крякутного…»), у которого принимали в пионеры. В Нерехте была улица Крякутного (впоследствии переименованная в честь Юрия Гагарина). Памятник-стела Крякутному стоит в Нерехте до сих пор, несмотря на разоблачение мифа. И после установления фальсификации, ссылки на полёт Крякутного продолжают воспроизводиться. В 1971 году этот рассказ появился в третьем издании Большой советской энциклопедии.
В другой фальсификации Сулакадзева — книге «Оповедь», опубликованной в 1850-е годы — история Валаамского монастыря удревняется до X века.
Грубой подделкой оказалась имевшая успех рукопись «Перуна и Велеса вещания в Киевских капищах жрецам Мовеславу, Древославу и прочим». Успех подделки объяснялся состоянием науки того времени.
Сулакадзев также составил каталог любопытных и редких книг, с пометами напротив названий книг, которые у него имелись (или якобы имелись) — так называемый «Книгорек». Часть из них была подлинными рукописями (нередко в них имелись вставки самого владельца или по крайней мере вставки младше рукописи), другая часть этого каталога признаётся почти всеми историками целиком сфальсифицированной. Среди них было, в частности, «Таинственное учение из Ал-Корана на Древнейшем арабском языке, весьма редкое — 601 года», то есть созданная якобы за десятилетия до появления не только Корана, но и самого ислама в современном виде. Им же, вероятно, был сочинён текст «Из Хронографа. О браках царя Ивана Васильевича», послуживший причиной распространения сомнительных историй о Василисе Мелентьевой и Марии Долгорукой.
Фальсификаты Сулакадзева в большинстве своём были утеряны. Длительное время кроме двух коротких отрывков (одного из «Гимна Бояна», другого из «Ответов новгородских жрецов»), опубликованных Державиным в «Чтениях в Беседе любителей русского слова» (1812), в распоряжении исследователей не имелось ни одного текста. М. Н. Сперанский отмечал: «В нашем распоряжении нет ни одной подделки в том виде, в каком она вышла из рук Сулакадзева». В архиве Державина Ю. М. Лотман обнаружил написанную рукой Сулакадзева рукопись: «Описание и изображение двух оригинальных древних рукописей, находящихся в С. П. [Санкт-Петербурге] в библиот [библиотеке] Сулакадзева». Рукопись сохранилась частично и представляет копию одного произведения — «Гимна Бояна». Второе (видимо, это «Ответы жрецов») не сохранилось.

## Фальсификаты, автором которых мог быть Сулакадзев
В 1800 году Пётр Дубровский привёз в Петербург собранную им во Франции коллекцию ценных рукописей, но она не заинтересовала ни императорскую семью, ни двор. Тогда Дубровский решил пойти на фальсификацию и заявил, что часть древнерусских рукописей из коллекции — это остатки библиотеки дочери Ярослава Мудрого Анны Ярославны, которая впоследствии стала женой французского короля Генриха I, и таким образом якобы эти рукописи попали во Францию. В связи с этим на одной из рукописей была сделана подложная надпись от имени Анны Ярославны. Подделку не распознали, и в 1805 году коллекция была принята в дар в Императорскую публичную библиотеку и Эрмитаж. Впоследствии было доказано, что Анна Ярославна не могли сделать надпись, так как она жила и умерла в XI веке, а рукопись (современный шифр РНБ, F.п. I.262) была создана намного позже — она является сербским списком «Устава Иерусалимского» и датируется XIV веком. Добавление этой надписи часто приписывается Сулакадзеву, но без полной уверенности — её автором мог быть и сам Дубровский.
В. Ф. Покровская, автор статьи о результатах фотоанализа (1958) рукописи Сулакадзева «О воздушном летании в России с 906 лета по Р. X.» (с упоминанием якобы первого воздухоплавателя Крякутного), писала, что исправления в рукописи с «немца крещёного» на «нерехтца Крякутного» были сделаны самим Сулакадзевым. Однако этот вывод не подтверждается палеографическим анализом. Сулакадзев является автором рукописи и вероятным фальсификатором записи о первом воздухоплавателе-немце, но исправление на «Крякутного» было сделано другим фальсификатором.
Лингвист Л. П. Жуковская (автор первой советской публикации, посвящённой «Велесовой книге»), историк академик Б. А. Рыбаков и некоторые другие учёные связывали с Сулакадзевым историю «Велесовой книги», псевдославянский язык которой напоминает «языческие» подделки Сулакадзева. Наиболее вероятным автором «Велесовой книги» считается один из её первых публикаторов эмигрант Юрий Миролюбов. Филолог А. А. Алексеев, считая наиболее вероятным автором Миролюбова, допускают и возможность авторства Сулакадзева. Кроме того, в «Книгореке» Сулакадзева фигурируют некие датируемые IX веком сочинения жреца, написанные на буковых досках (что близко к тому, как публикаторы «Велесовой книги» описывали её), хотя Сулакадзев и не утверждал, что этот «раритет» когда-либо у него находился.
Археолог А. Л. Монгайт на основании изучения его рукописи «Книгорек», где содержится упоминание о 45 «буковых досках» с письменами в его собрании предложил версию, что вероятным автором «Велесовой книги» является Сулакадзев, а Миролюбов лишь продолжил его начинание, либо сам не понимая сущности подделки и принимая дощечки за подлинный исторический артефакт, либо намеренно создавая фальсификацию. Филолог О. В. Творогов, разделяющий версию авторства Миролюбова, отмечал большое число сходств «Велесовой книги» с подделками Сулакадзева. Их сближает бессвязность языка в попытке придать древность, схожие псевдославянские имена, перекличка со «Словом о полку Игореве», изобретённый алфавит, сходный с рунами (именно «рунический» алфавит неоднократно упоминал Миролюбов), характер написания слов с пропуском гласных букв (во фрагментах сочинений Сулакадзева, опубликованных Гавриилом Державиным: плъ, блгъ, слвы, злтымъ, жрцу и т. д.). Написания букв в рукописи Сулакадзева (как можно судить по публикации Державина, который, вероятно, привёл клише с копии), очень близки к написаниям на фотографии «дощечки», опубликованной Миролюбовым. Наиболее велико сходство необычной по начертанию буквы, которая у Сулакадзева означала букву «в», а у Миролюбова — «б». В каталоге своей библиотеки, перечисляя «исполненные или пока только задуманные подделки», как писал о них А. Н. Пыпин, Сулакадзев назвал: «Патриарси. Сея вырезана на буковых досках числом 45», а также: «О Китоврасе; басни и кощуны», с примечанием: «На буковых досках вырезано и связаны кольцами железными, числом 143 доски, 5 века на славенском». Эти описания и осуществлённые Сулакадзевым подделки могли послужить основой для идей Миролюбова по созданию «Велесовой книги». По мнению историка В. П. Козлова, основой методологии подлога «Велесовой книги» её автор, которым он считает Миролюбова, сделал принцип неповторимости, необычности языка, графики и содержания текста. Эта необычность избавляла автора от усилий по изучению закономерностей развития славянских языков и письменности. В то же время Миролюбивым и его последователями, такими как Сергей Лесной, Валерий Скурлатов и Н. Николаев, необычность использовалась как аргумент в пользу подлинности этого текста. Аналогичный приём применял при создании своих фальсификатов Сулакадзев. Согласно Козлову, единственным, что связывает «Велесову книгу» с Сулакадзевым, является фальсифицированная запись в его «Книгореке» о «буковых досках», которая, предположительно, могла стать толчком для подделки Миролюбова.
Историк Н. Н. Воронин назвал Сулакадзева автором фальсификации «Сказание о Руси и о вещем Олеге». По мнению историка В. П. Козлова, для вывода об авторстве Сулакадзева нет никаких оснований.
Согласно В. П. Козлову, по причине репутации Сулакадзева как известного фальсификатора наблюдается некоторая склонность исследователей (названная им «синдромом Сулакадзева») бездоказательно приписывать ему подделки, созданные другими авторами.

## Оценки деятельности
Литературовед и этнограф А. И. Пыпин писал о Сулакадзеве: «По-видимому, в своих изделиях он гнался прежде всего за собственной мечтой восстановить памятники, об отсутствии которых сожалели историки и археологи… объяснить древние события, о которых не осталось никаких сведений… Недостаточное знание подлинных фактов развило, с одной стороны, доверчивость, а с другой — большую смелость в обращении с предметами старины: была простодушная мысль, что если нет старины, то её можно придумать, а другие верили таким выдумкам».
В XX веке лингвистические и археографические изыскания Сулакадзева становились предметом исследования литературоведов.
По мнению фольклориста, филолога и византиниста М. Н. Сперанского, «фальсификаторская деятельность Сулакадзева характерна для эпохи общеевропейского романтизма, вызвавшего и на Западе несколько ранее, нежели у нас, полосу подделок старины в области истории и литературы».
Филолог Ю. М. Лотман писал:

В исследовательской литературе за Сулакадзевым установилась печальная слава человека невежественного и обманщика. Действительно, если рассматривать Сулакадзева в ряду исследователей древней русской письменности, деятельность его ничего, кроме раздражения, вызвать не может. Если можно было бы говорить о каком-либо воздействии писаний Сулакадзева на развитие научной мысли в России, то его следовало бы оценить отрицательно. С этой точки зрения его деятельность не представляет никакого интереса. Однако вопрос предстанет несколько в ином свете, если рассматривать сочинения Сулакадзева как литературные памятники, стилизации. При таком подходе они позволят судить о том, какой могла быть в литературном отношении выполненная в конце XVIII — начале XIX в. подделка неизвестного памятника древнейшей русской письменности. Не следует думать, что очевидная неудача Сулакадзева связана лишь с его индивидуальной неподготовленностью или неодаренностью. Подделки — бесспорно, труднейший жанр литературного творчества.
По мнению историка В. П. Козлова, Сулакадзев является наиболее известным российским фальсификатором исторических источников и наиболее масштабным изготовителем подделок. Последнее заключение Козлов основывает на следующих обстоятельствах: «непостижимая дерзость в изготовлении и пропаганде фальшивок, размах и „жанровое“ или видовое разнообразие изделий, вышедших из-под его пера».